# Чемпіонат України з хокею серед жінок 2016—2017
Чемпіонат України з хокею серед жінок 2016—2017 — 1-й чемпіонат України з хокею серед жінок. У чемпіонаті брали участь п'ять клубів. Чемпіонат стартував 18 листопада 2016 року в Києві.

## Регламент
Чемпіонат проходить під егідою Федерації хокею України. Контроль за проведенням змагання здійснює Жіночий комітет Федерації хокею України. Встановлено ліміту на легіонерів — не більше чотирьох іноземних гравців у команді.
Чемпіонат пройде в два етапи. Перший етап відбудеться за туровою системою. В кожному турі братимуть участь чотири команди, одна команда відпочиватиме.
Етапи чемпіонату:
1. 18-20 листопада — Київ
2. 16-18 грудня — Дніпро
3. 13-15 січня — Кривий Ріг
4. 3-5 лютого — Кременчук
5. 24-26 лютого — Харків

Чотири найкращі команди за підсумками першого етапу потраплять до другого етапу — Фіналу чотирьох.
Ім'я першого чемпіона України з хокею серед жіночих команд визначиться у Міжнародний жіночий день — 8 березня 2017 року.

## Учасники
- ХК «Дніпровські Білки» (Дніпро)
- ХК «Королеви Дніпра» (Дніпро)
- ХК «Лавина» (Кременчук)
- ХК «Пантери» (Харків)
- ХК «Україночка» (Київ)

## Перший етап

### Результати
| ХК «Дніпровські Білки» |                    | 0 : 3 1 : 3 1 : 14  | 6 : 1 7 : 0 4 : 0    | 1 : 4 2 : 3 4 : 1    | 0 : 4 2 : 5 3 : 2  |
| ХК «Королеви Дніпра»   | 3 : 0 3 : 1 14 : 1 |                     | 20 : 0 16 : 1 9 : 0  | 9 : 0 3 : 2 :        | 6 : 1 3 : 0 5 : 3  |
| ХК «Лавина»            | 1 : 6 0 : 7 0 : 4  | 0 : 20 1 : 16 0 : 9 |                      | 0 : 17 0 : 17 0 : 12 | 1 : 5 0 : 12 1 : 9 |
| ХК «Пантери»           | 4 : 1 3 : 2 1 : 4  | 0 : 9 2 : 3 :       | 17 : 0 17 : 0 12 : 0 |                      | 1 : 5 4 : 0 1 : 4  |
| ХК «Україночка»        | 4 : 0 5 : 2 2 : 3  | 1 : 6 0 : 3 3 : 5   | 5 : 1 12 : 0 9 : 1   | 5 : 1 0 : 4 4 : 1    |                    |

| Турнірна таблиця регулярного сезону | Турнірна таблиця регулярного сезону | Турнірна таблиця регулярного сезону | Турнірна таблиця регулярного сезону | Турнірна таблиця регулярного сезону | Турнірна таблиця регулярного сезону | Турнірна таблиця регулярного сезону | Турнірна таблиця регулярного сезону | Турнірна таблиця регулярного сезону | Турнірна таблиця регулярного сезону | Турнірна таблиця регулярного сезону |
| М                                   | Команда                             | І                                   | В                                   | ВО                                  | ПО                                  | П                                   | ЗШ                                  | ПШ                                  | +/-                                 | О                                   |
| ----------------------------------- | ----------------------------------- | ----------------------------------- | ----------------------------------- | ----------------------------------- | ----------------------------------- | ----------------------------------- | ----------------------------------- | ----------------------------------- | ----------------------------------- | ----------------------------------- |
| 1                                   | ХК «Королеви Дніпра»                | 12                                  | 11                                  | 1                                   | 0                                   | 0                                   | 94                                  | 10                                  | +84                                 | 35                                  |
| 2                                   | ХК «Пантери»                        | 12                                  | 7                                   | 0                                   | 1                                   | 4                                   | 66                                  | 28                                  | +38                                 | 22                                  |
| 3                                   | ХК «Україночка»                     | 12                                  | 7                                   | 0                                   | 0                                   | 5                                   | 50                                  | 27                                  | +23                                 | 21                                  |
| 4                                   | ХК «Дніпровські Білки»              | 12                                  | 4                                   | 0                                   | 0                                   | 8                                   | 28                                  | 43                                  | -15                                 | 12                                  |
| 5                                   | ХК «Лавина»                         | 12                                  | 0                                   | 0                                   | 0                                   | 12                                  | 4                                   | 134                                 | -130                                | 0                                   |

### Статистика гравців в регулярному сезоні
| Олена Ткачук      | ХК «Королеви Дніпра» | 12 | 45 | 23 | 68 | 0 |
| Валерія Манчак    | ХК «Королеви Дніпра» | 6  | 28 | 18 | 46 | 0 |
| Владислава Скащук | ХК «Пантери»         | 12 | 27 | 20 | 47 | 2 |
| Діана Ковтун      | ХК «Пантери»         | 11 | 25 | 18 | 43 | 0 |
| Тетяна Ткаченко   | ХК «Королеви Дніпра» | 12 | 25 | 10 | 35 | 0 |

І = Ігри; Г = Голи; П = Результативні паси; О = Очки; Ш = штрафні хвилини
Джерело: Офіційний сайт ФХУ. Статистика гравців в регулярному сезоні

## Фінал чотирьох
- ХК «Пантери» (Харків) — ХК «Україночка» (Київ) 2:3
- ХК «Королеви Дніпра» (Дніпро) — ХК «Дніпровські Білки» (Дніпро) 8:1
- ХК «Пантери» (Харків) — ХК «Дніпровські Білки» (Дніпро) 6:2
- ХК «Королеви Дніпра» (Дніпро) — ХК «Україночка» (Київ) 4:3